# Газопроводск
Газопроводск — посёлок в Луховицком районе Московской области, административный центр сельского поселения Газопроводское. Ранее посёлок был центром Гавриловского сельского округа.

## Расположение
Посёлок находится вблизи Новорязанского шоссе (М5) в 135 км от МКАД, в 19 км к юго-востоку от города Луховицы и в 40 км к северо-западу от Рязани. Посёлок расположен вблизи небольшого правого притока реки Мечи. Ближайший населённый пункт — деревня Мухино (несколько сотен метров к юго-западу).

## Население
| 2002 | 2006  | 2010  |
| ---- | ----- | ----- |
| 1219 | ↘1210 | ↘1134 |

## Инфраструктура, экономика
В посёлке имеются почтовое отделение, Гавриловская сельская библиотека, физкультурно-оздоровительный комплекс.
Действует «Гавриловское УМГ» (филиал ООО «Газпром трансгаз Москва»).

## Транспорт
Газопроводск связан автобусным сообщением с городом Луховицы (автобусный маршрут Луховицы — Фёдоровское). Ближайшая железнодорожная станция расположена в Алпатьево (8 км к северо-востоку, 11 км по автодорогам).